# Michel Debré
Michel Debré (París, 15 de gener de 1912 - Montlouis-sur-Loire, 2 d'agost de 1996) fou un polític francès.

## Biografia
Michel Debré era fill del professor Robert Debré (1882-1978), considerat el fundador de la pediatria moderna a França, i de Jeanne Debat-Ponsan, associada en medicina. Era net del rabí Simon Debré (1854-1939) i del pintor Édouard Debat-Ponsan. Val a dir que la família Debré a donat diverses grans personalitats, sobretot metges.
Debré va estudiar a París, a l'institut Montaigne i després a l'institut Louis-le-Grand. Llicenciat a l’Escola Lliure de Ciències Polítiques, es va doctorar en Dret a la Facultat de Dret de París i també es va incorporar a l’Escola d’Oficials de Reserva de Cavalleria de Saumur. Als 22 anys va ser admès a l'examen d'auditor al Consell d'Estat.
Lluità en la Resistència, i el 1942 es convertí en adjunt delegat del general Charles de Gaulle. Fou Senador per l'Indre i Loira (1948-1958) i diputat gaullista fins a la seva mort a l'Assemblea Nacional per La Reunió (1963-88) i al Parlament Europeu (1979-80). Entre 1959 i 1962 fou Primer Ministre de França. Ocupà també els ministeris de Justícia (1958-59), Economia i Finances (1966-68), Afers Estrangers (1968-69) i Defensa (1969-73) i també de manera interina els de Reconstrucció i Habitació (1958), Veterans i Víctimes de Guerra (1958) i Educació (1959-60).
Va ser alcalde d'Amboise de 1966 a 1989. Formulà la idea de l'Europa de les pàtries. Enfrontat a Jacques Chirac, el 1981 es presentà com a candidat dissident a les presidencials.